# X Giochi dell'Estremo Oriente
I Giochi dell'Estremo Oriente 1934, decima edizione della manifestazione, si tennero a Manila, nelle Filippine, allora territorio degli Stati Uniti, nel maggio 1934.

## I Giochi

### Sport
- Atletica leggera
- Baseball
- Calcio
- Ciclismo
- Nuoto
- Pallacanestro
- Pallavolo
- Tennis

## Nazioni partecipanti
- Cina
- Filippine
- Giappone
- Indie orientali olandesi

## Medagliere
| # | Nazione                  | Oro | Argento | Bronzo | Totale |
| - | ------------------------ | --- | ------- | ------ | ------ |
| 1 | Giappone                 | 4   | ?       | ?      | ?      |
| 2 | Filippine                | 3   | ?       | 1+     | ?      |
| 3 | Cina                     | 1   | 1+      | ?      | ?      |
| 4 | Indie orientali olandesi | 0   | 1+      | ?      | ?      |